# 渋沢秀雄
渋沢 秀雄（しぶさわ ひでお、1892年10月5日 - 1984年2月15日）は、東京市出身の実業家・文化人。

## 人物
渋沢栄一の四男として兜町の洋館で生まれる。幼少時は邸宅の近くにあった日本橋川で泳いでいた。
大学時代の1916年から1917年ころに親戚筋の女性と結婚し、長男の和男（アコーディオン演奏者）・華子（小説家）ら2男2女を成すも離婚する。1917年、東京帝国大学法科大学仏法科卒業。日本興業銀行に勤務したが、1年半勤めて退職。欧米で住宅事情を学び、設立間もない田園都市株式会社に取締役として入社する。この会社は、田園調布や洗足田園都市の計画的で大規模な宅地開発を行い、その開発地区のための鉄道敷設・電力供給、多摩川園遊園地の運営も行った。その後は、いくつかの会社で役員を務めた。
敗戦後は、GHQによる公職追放のためそれらの職を辞し、趣味の世界に生きた。随筆の執筆、絵画、俳句、長唄、小唄などをよくした。56歳時、以前から寵愛し、間に子を作っていた花柳界の女性と再婚。また、放送界の委員などを務めた。

## 経歴
- 1892年 - 誕生
- 1905年 - 東京高等師範学校附属小学校（現・筑波大学附属小学校）卒業
- 1910年 - 東京高等師範学校附属中学校（現・筑波大学附属中学校・高等学校）卒業
- 1913年 - 第一高等学校卒業
- 1917年[1]
  - 東京帝国大学法科大学仏法科卒業[1]
  - 日本興業銀行勤務
- 1919年 - オリエンタル写真工業監査役（1928年10月辞任）
- 1920年 - 田園都市取締役
- 1928年 - 目黒蒲田電鉄監査役（目黒蒲田電鉄に田園都市が吸収合併されたため。その後の合併などにより、目黒蒲田電鉄は東京急行電鉄となる）
- 1937年 - 東宝映画監査役
- 1938年 - 東京宝塚劇場監査役、後楽園スタヂアム会長(約6ヶ月間就任。以後、1983年まで監査役)
- 1941年9月22日 - 松竹相談役。
- 1943年 - 東宝取締役会長（東宝映画と東京宝塚劇場の合併に伴うもの）
- 1946年 - GHQによるG項追放（公職追放）のため公職を辞任
- 1954年 - 競輪運営審議会委員
- 1958年 - 社団法人日本民間放送連盟民間放送番組審議会委員
- 1960年 - 東映監査役
- 1962年 - 著作権制度審議会委員
- 1964年 - 社団法人日本放送連合会番組向上委員
- 1973年 - 松坂屋で絵画個人展を開催。これ以降、毎年松坂屋で開催する
- 1984年 - 逝去

## 家族・親族
渋沢家

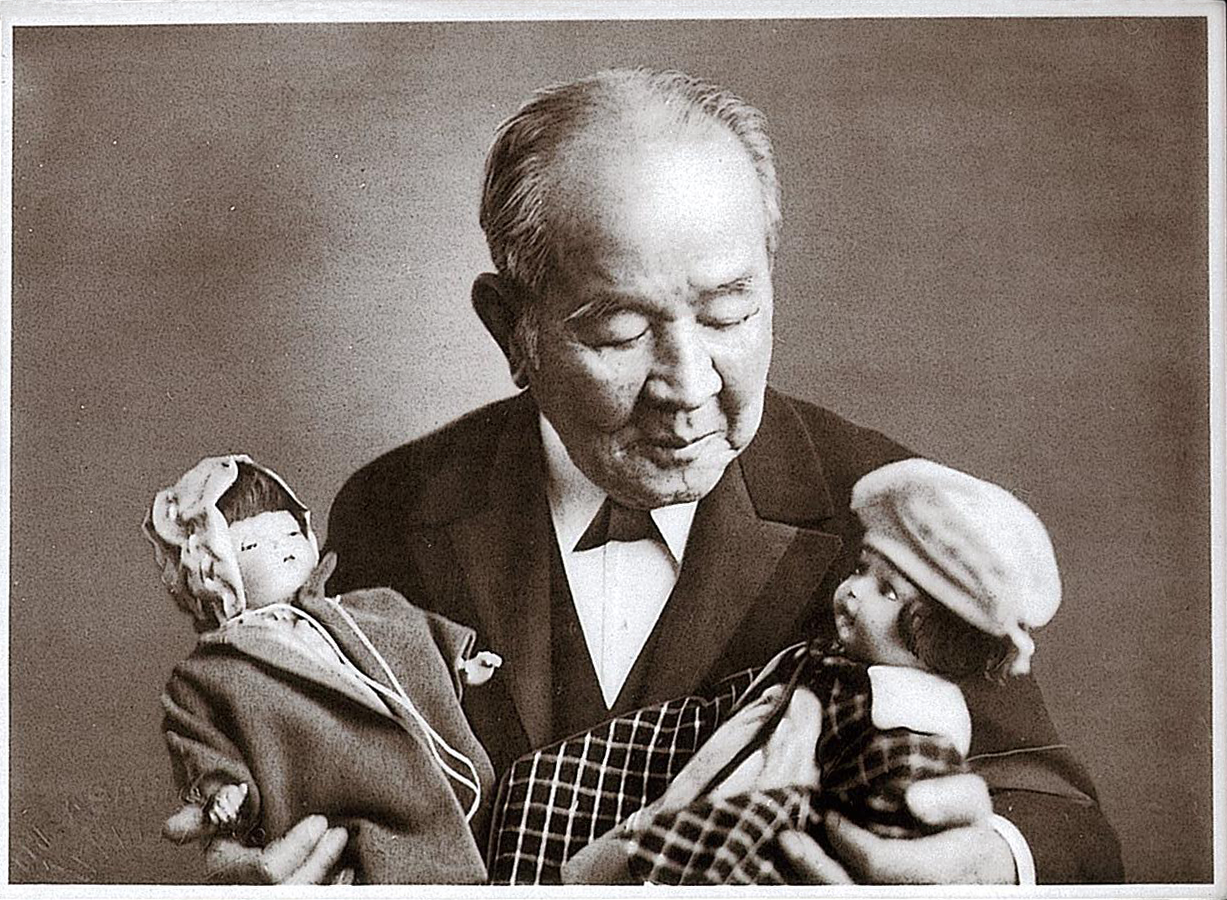
父の渋沢栄一。

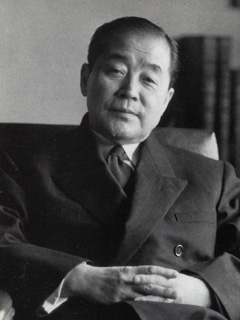
甥の渋沢敬三。

- 妻・たけ子（1897年 - ?） - 東京、竹田政智の長女。跡見女学校出身。実家の竹田家は田安徳川家の書院番を代々務めた家系で、父の政智 (1866-1929)はその長男として生まれ、駒場農学校を経て農商務省特許局に入ったが、渋沢栄一の後援で東京人造肥料会社の專務取締役となり、小倉鉄道、東京横浜電鉄、田園都市 (企業)、目黒蒲田電鉄（すべて渋沢関連企業）の取締役（社長含む）を務めた。妻の絢（たけ子の母）は、栄一が奉公した伊藤八兵衛の娘で、姉の兼子は渋沢栄一の妻であり渋沢秀雄の母であるため、秀雄とたけ子はいとこ同士。[5]
- 後妻・琴子（1904年 - ?）[6]
- 長男・一雄（1916年 - ?）[2]
- 長女・栄子（1917年 - ?） - 東京、横山兼吉の長男鉄男の妻。長女の紀子は日本クレイ社長、日本コダック社長（のち会長）の堀義和（1937-2017）の妻[7][2]
- 次男・秀二（1918年 - ?）[5]
- 三男・俊三（1919年 - 1920年）[8]
- 次女・花子（1921年 - ?）[2]
- 男・均（1922年 - ?）、生母は東京の小出こと[2]

親戚
- 渋沢敬三[2]
- 渋沢武之助[2]
- 渋沢正雄[2]
- 渋沢信雄[2]
- 渋沢智雄[2]
- 渋沢雅英[2]

## 著書
- 『熱帯の旅』（岡倉書房、1936年）
- 『父を偲ぶ』（社会教育協会、1936年）
- 『無風帯』（双雅房、1937年）
- 『三面鏡』（モダン日本社、1938年）
- 『父の日記など』（実業之日本社、1939年）
- 『通学物語』（東宝書店、1941年）
- 『日照雨』（大日本雄弁会講談社、1946年）
- 『アメリカ往来』（東宝書店、1948年）
- 『渋沢栄一』（ポプラ社偉人伝文庫、1952年）
- 『高田保、徳川夢声、渋沢秀雄集　現代随想全集〈第26巻〉』（創元社、1955年）
- 『文明の鈍器』（朋文堂、1955年）
- 『やたら漬』（河出書房、1956年）
- 『七曜日』（宝文館、1958年）
- 『父 渋沢栄一』（実業之日本社、1959年）。新装版2019年
- 『渋沢秀雄集』（日本書房「現代知性全集 43」、1960年）
- 『渋沢栄一』（時事通信社「一業一人伝」、1965年）。新装版2019年
- 『側面史百年[注 1]』（時事通信社、1967年）
- 『記憶飛行』（PHP研究所、1973年）
- 『散歩人生』（電波新聞社、1975年）
- 『明治を耕した話』（青蛙房、1977年）
- 『筆のすさび』（電波新聞社、1979年）

## 栄典
- 1971年11月：勲二等瑞宝章